# Polsbroek
Polsbroek est un village situé dans la commune néerlandaise de Lopik, dans la province d'Utrecht. Le 1er janvier 2006, le village comptait 1 218 habitants.

## Histoire
La première commune de Polsbroek avait été créée le 1er janvier 1812 par la fusion des petites communes de Cabauw, Vliet, Vlist, Zevender, Zuid-Polsbroek, Noord-Polsbroek et Hoenkoop. Cette commune appartenait dans son intégralité à la province d'Utrecht, jusqu'au 19 septembre 1814. À cette date, les cinq premières anciennes communes furent transférées à la Hollande-Méridionale ; ainsi, la commune de Polsbroek était-elle située en deux provinces. Le 1er avril 1817, les communes de Cabauw, Vliet, Vlist, Zevender et Zuid-Polsbroek sont rétablies. Le 1er janvier 1818, la commune de Polsbroek est supprimée par le rétablissement de Noord-Polsbroek et de Hoenkoop.
La deuxième commune de Polsbroek a été créée le 8 septembre 1857 par la fusion de Noord- et Zuid-Polsbroek. Cette commune a existé jusqu'en 1989, où elle a été rattachée à Lopik. À sa suppression, la commune de Polsbroek avait 382 maisons, 1 180 habitants pour une superficie de 1 127 ha.